# アフター・ザ・ビギニング・アゲイン
『アフター・ザ・ビギニング・アゲイン』（After the Beginning Again）は、アメリカ合衆国の歌手カサンドラ・ウィルソンが1992年に発表した7作目のスタジオ・アルバム。

## 解説
JMT所属時としては最後の録音で、本作に先がけて、より新しい録音のアルバム『ダンス・トゥ・ザ・ドラムス・アゲイン』がDIW/Rebel-Xから発売されている。1991年4月18日録音のライブ・アルバム『ライヴ!』でもサイドマンを務めたジェームス・ワイドマン、ケヴィン・ブルース・ハリス、マーク・ジョンソンの3人に加えて、パーカッショニストのジェフ・ヘインズもレコーディングに参加した。なお、収録曲「レッドボーン」では、全メンバーがパーカッションを演奏している。
Steve Laggettはオールミュージックにおいて5点満点中3点を付け「ウィルソンは優雅に歌い、演奏は刺激的だが、感情的な迫力は、それほど強く感じられない」「本作では、まだ彼女の焦点は絞り込まれていなかった」と評している。Josef Woodardは1994年10月7日付の『エンターテインメント・ウィークリー』誌のレビューでBプラスを付け「伝統（"'Round Midnight"）と、一見シンプルでブルース的な彼女自身のソウル・ジャズの両方にまたがっている」と評している。また、『CDジャーナル』のミニ・レビューでは「ブラック・スピリットを盾に、攻撃的姿勢を忘れない現代歌手のショウ・ケース」と評されている。

## 収録曲
特記なき楽曲はカサンドラ・ウィルソン作。
1. ゼア・シー・ゴーズ - "There She Goes" - 4:09
2. ラウンド・ミッドナイト - "'Round Midnight" (Thelonious Monk, Cootie Williams, Bernie Hanighen) - 6:01
3. ヤズー・ムーン - "Yazoo Moon" (Cassandra Wilson, James Weidman) - 4:27
4. スウィート・ブラック・ナイト - "Sweet Black Night" (Kevin Bruce Harris) - 5:06
5. マイ・コーナー・オブ・ザ・スカイ - "My Corner of the Sky" - 5:38
6. ビューグルズ、バングルズ・アンド・ビーズ - "Baubles, Bangles & Beads" (Alexander Borodin, George Forrest, Robert Wright) - 6:40
7. レッドボーン - "Redbone" - 4:24
8. サマー・ウィンド - "Summer Wind" (C. Wilson, J. Weidman) - 5:34

## 参加ミュージシャン
- カサンドラ・ウィルソン - ボーカル、パーカッション
- ジェームス・ワイドマン - ピアノ、シンセサイザー、パーカッション
- ケヴィン・ブルース・ハリス - エレクトリックベース、パーカッション
- マーク・ジョンソン - ドラムス、パーカッション
- ジェフ・ヘインズ - パーカッション